# یکه‌تاز (فیلم)
یکه‌تاز یا بی‌همتا (به انگلیسی: The One) فیلمی اکشن و علمی تخیلی به کارگردانی جیمز وَنگ محصول سال ۲۰۰۱ ایالات متحده آمریکا است. از بازیگران اصلی آن می‌توان به جت لی و دلروی لیندو، جیسون استاتهام، کارلا گوجینو، جیمز موریسون، دیلن برونو، سینتیا پینوت، آرچی کائو و داگ سونت اشاره کرد.

## خلاصه داستان
موضوع فیلم این است که در دنیاها و سیارات مختلف آدم‌هایی زندگی می‌کنند که باهم همزاد هستند و اگر یکی از این افراد به‌تنهایی همزادهای خود را بکُشد به قدرت زیادی دست پیدا می‌کند. حالا یک نفر به نام گابریل یولا (جت لی) که همهٔ هم‌نوعانش را کشته به زمین می‌آید تا آخرین نفر را بکُشد و قدرت خود را کامل کند.
هری رودکر (دلروی لیندو) به همراه دستیارش ایوان فانچ (جیسون استاتهام) به دنبال او می‌آیند تا مانع از این شوند که او گِیب (جت لی) را که آخرین همزادش است از بین ببرد تا توازن حفظ شود. بعد از اینکه تلاش‌ها برای دستگیری او ناموفق می‌مانند، هری و فانچ تصمیم می‌گیرند که یولا و گِیب را از بین ببرند ولی یولا در درگیری رودکر را به قتل می‌رسانَد. پلیس به دلیل شباهت ظاهری، یولا را با گِیب اشتباه می‌گیرد و گیب تحت تعقیب قرار می‌گیرد.
از طرفی، یولا همسر گِیب را نیز می‌کُشد و گِیب غمگین و ناامید به دنبال کشتن یولا است و فانچ تصمیم می‌گیرد به او کمک کند. در نهایت گِیب یولا را دستگیر می‌کند و به پلیس جهان‌های موازی تحویل می‌دهد و او را به جهان محکومین دوزخی می‌فرستند. فانچ با نظر مساعد رئیس پلیسِ جهان‌های موازی گِیب را به جهانی دیگر می‌فرستد و گِیب همسر خود را می‌بیند و….